# Górny Zachód

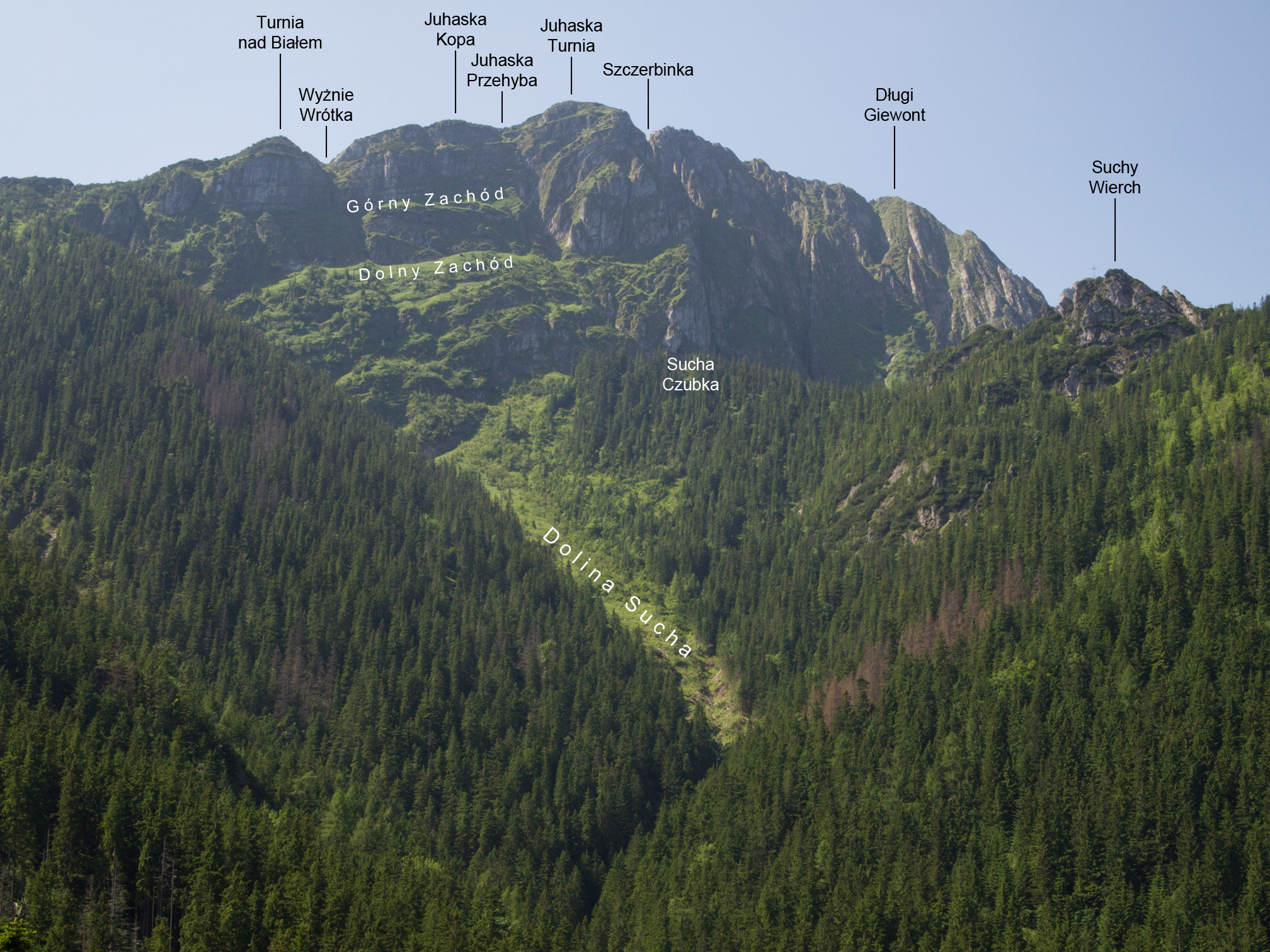

Górny Zachód – lekko wznoszący się zachód na północnych stokach Długiego Giewontu w Tatrach Zachodnich. Zaczyna się pod gładką i niemal pionową ścianą Turni nad Białem, ciągnie pod depresją Wyżnich Wrótek, ścianą Juhaskiej Kopy i nagle urywa się nad głęboką depresją Juhaskiej Przehyby, w miejscu, w którym znajduje się najtrudniejszy próg tej depresji. Szerokość zachodu wynosi od kilkunastu do 20 m.
Górnym Zachodem prowadzą drogi wspinaczkowe wyprowadzające ze Skośnego Żlebu na grań Długiego Giewontu. Na samym początku zachodu (w jego dolnej części) w ścianie nad zachodem znajduje się pionowy i głęboki kominek, wyżej przekształcający się w żlebek. Można nim dość łatwo wyjść na grań Długiego Giewontu (II stopień w skali trudności UIAA). Ściana nad Górnym Zachodem jest niemal pionowa, ale znajdują się w niej ukryte półeczki umożliwiające wspięcie się na grań. Górnym Zachodem prowadzą też inne drogi wspinaczkowe. Prawdopodobnie były one znane miejscowym jeszcze w czasach pasterskich, przedturystycznych. Pierwsze znane i opisane turystyczne przejście: Władysław Cywiński 18 maja 1993, zimowe 22 stycznia 1994 (także W. Cywiński). Co prawda Jan Krupski podaje, że wraz z Adamem Pitrą w 1938 przeszli od okolic Juhaskiej Groty na Wyżnie Wrótka, jednak brak szczegółów tego przejścia.
Poniżej Górnego Zachodu znajduje się dłuższy i szerszy Dolny Zachód.